# 伊扎基夫卡
49°35′13″N 34°42′26″E / 49.58694°N 34.70722°E
伊扎基夫卡（烏克蘭語：Їжаківка），是烏克蘭的村落，位於該國中部波爾塔瓦州，由波爾塔瓦區負責管轄，處於科洛馬克河左岸，距離格拉比尼夫卡1公里，海拔高度87米，2001年人口22。